# River Derwent (River Ouse)
Der River Derwent ist ein im nordenglischen Yorkshire gelegener Fluss. Der geschichtlich bedeutsame Fluss wird heute überwiegend zur Wasserentnahme und für Freizeitaktivitäten genutzt, beherbergt jedoch auch mehrere Naturschutzgebiete entlang seines Flusslaufes.

## Flusslauf
Der Fluss entspringt in den North York Moors, etwa 12 km nordwestlich von Scarborough. Zuerst fließt er Richtung Süden, biegt danach am Zusammenfluss mit dem Hertford nach Westen ins Vale of Pickering ab. Bei West Ayton, am Austritt des Flusses aus den Moors, zweigt der Sea Cut, ein Überlaufkanal in die Nordsee bei Hochwasser, ab. Bis dorthin hat der Fluss ein Einzugsgebiet von 127 km2. Kurz vor der Mündung des River Rye, dem längsten Zufluss des Derwent, schwenkt der Fluss Richtung Süden ins Vale of York. Nahe dem Ort Barmby on the Marsh mündet der Derwent schließlich in die Ouse.
Der Mittellauf des Flusses wird im Norden von den North York Moors und den Cleveland Hills, im Süden von den Yorkshire Wolds eingegrenzt. Das Gebiet entlang des Flusses ist recht dünn besiedelt; vor allem am Oberlauf sind ausgedehnte Moorlandschaften anzutreffen, während die sich anschließenden Landstriche überwiegend landwirtschaftlich genutzt werden. Mehrere Abschnitte entlang des Flusses stehen unter Naturschutz.

## Flussgeschichte
Vor der letzten Eiszeit entwässerte der Oberlauf des Derwent nach Osten in die Nordsee; der Rye, der Mittellauf des Derwent sowie der Hertford entwässerten weiter südlich ohne Verbindung zum Oberlauf ebenfalls in die Nordsee. Die beiden Flussläufe wurden während der Eiszeit jedoch durch die Seitenmoräne eines Gletschers versperrt, sodass sich im Vale of Pickering am Ende der Eiszeit ein See bildete. Dieser vergrößerte sich immer mehr, bis das Wasser an der tiefsten Stelle überlief und sich seinen heutigen Verlauf nach Süden suchte.

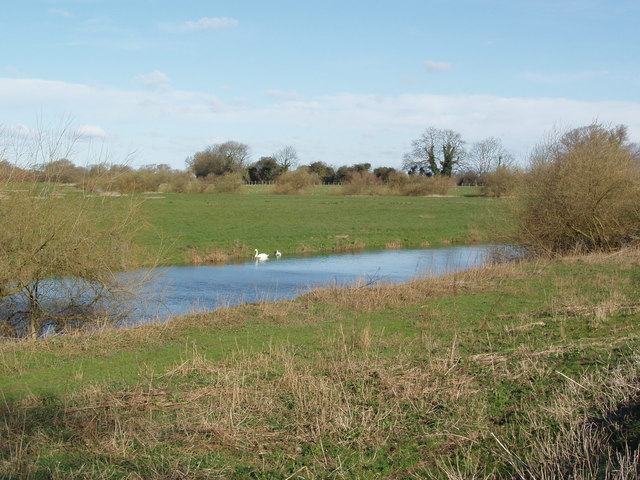
Der River Derwent nahe Bubwith

Man geht davon aus, dass die ungewöhnliche Mündung des River Derwent in den River Ouse künstlich entstanden ist. Vermutlich waren es die Römer, die durch diese Verkürzung des Wasserwegs um neun Meilen aus Richtung York eine schnellere Verbindung flussaufwärts erreichten. Die erste Wehr wurde in der damaligen Zeit bei Wheldrake errichtet, um den Flusspegel regulieren zu können.
Während der Regentschaft Johann Ohnelands (1199–1216) wurde den Mönchen der Fountains Abbey eine Wassermühle am Derwent geschenkt. Später im 13. Jahrhundert befand sich an dieser Stelle ein Wehr. Ab 1462 wurde die Kanalisierung des Flusses von der Mündung bis Sutton upon Derwent durch den Oberbürgermeister Yorks in Auftrag gegeben. Bis 1597 befand sich bei Sutton upon Derwent eine Kornmühle. Sie wurde 1836 wiedererrichtet und befand sich bis 1960 in Betrieb. Weitere Wassermühlen befinden sich bei Stamford Bridge, Buttercrambe, Howsham, Kirkham und Malton.
Vor dem 18. Jahrhundert wurde Kohle üblicherweise auf dem Wasserweg von Newcastle oder Sunderland weiter landeinwärts transportiert. Aus diesem Grunde gab es Bestrebungen, die Schiffbarkeit des Derwent bis nach Malton zu erweitern. Im Jahre 1702 wurde dem Vorhaben durch einen Parlamentsbeschluss stattgegeben. Die Bauherren der Industrialisierung des Flusses waren dazu berechtigt, Zölle auf die über den Fluss transportierte Ware zu erheben. 

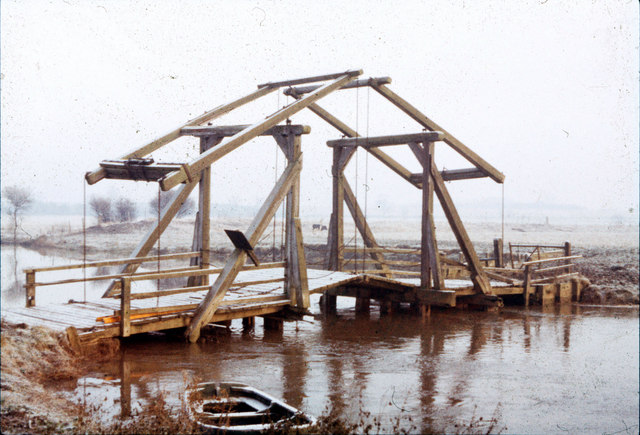
Die Old Ings Bridge nahe Wheldrake, Foto von 1961

Die Besitzer der an den Fluss angrenzenden Grundstücke beklagten im Jahre 1722, die kürzlich errichteten Schleusen und Wehre würden deren Felder überfluten, was zu Ertragsausfällen führe. Im Jahre 1793 beförderten 39 Binnenschiffe Kohle flussaufwärts und im Gegenzug Getreide flussabwärts von und nach West Riding of Yorkshire. Praktisch jedes Dorf besaß einen eigenen Landungssteg am Fluss.
1845 wurde die York and North Midland Railway errichtet, um eine Bahnverbindung vom West Riding über Malton nach Scarborough zu schaffen. Seitdem wurden die meisten Güter über den günstigeren Schienenweg transportiert. 1890 wurde der gewerbliche Transport auf dem Fluss schließlich eingestellt.
Mit Beginn des 20. Jahrhunderts erhöhte sich der Verkehr von Freizeitbooten auf dem Fluss. 1935 wurde der umstrittene Beschluss gefasst, die Verkehrserlaubnis oberhalb von Sutton upon Derwent zu widerrufen. Diskussionen, das Verkehrsverbot wieder aufzuheben, dauern bis heute an.
Das Wasser des Flusses wird heute teilweise zur Trinkwasserversorgung der Städte Hull, Leeds, York und Scarborough genutzt. Die Wasserqualität ist mit einem BSB-Wert von 2 mg/l das ganze Jahr über generell gut. Kläranlagen entlang des Flusses bestehen bei Malton, Stamford Bridge, Elvington, Wheldrake und Bubwith. Unmittelbar vor der Mündung in die Ouse sorgt ein Flutschutzwehr dafür, dass eine sich dahinter befindliche Wasserentnahmestelle von der Tide der Nordsee und somit von Salzwasser verschont bleibt, das Wehr besitzt zwei Schleusentore mit je sieben Meter Breite und fünf Meter Höhe.

## Naturschutz
Der Fluss, seine Zuflüsse und die umliegenden Feuchtgebiete sind für die Naturerhaltung, die Ökologie und das Landschaftsbild sehr bedeutend. Die Gegend besitzt daher viele ausgewiesene Naturschutzgebiete. Diese gliedern sich in:
- Europäische Vogelschutzgebiete (engl: SPA's), sie bieten Schutz für Vögel und ihre Brutstätten
- Special Areas of Conservation (SAC's), sie tragen zur Artenvielfalt von Bodentieren bei
- Ramsar-Gebiete (RGs), diese sind Feuchtgebiete von internationaler Bedeutung, siehe Ramsar-Konvention
- und Sites of Special Scientific Interest (SSSI's)

| SSSI's | SAC's                                                                                              | SPA's                                   | RGs                  |
| --- | -------------------------------------------------------------------------------------------------- | --------------------------------------- | -------------------- |
| River Derwent, Derwent Ings, Breighton Meadows, Skipwith Common, Melbourne and Thornton Ings, Pocklington Canal, Newton Mask, Kirkham Park and Riverside, Jeffrey Bog, Ellers Wood and Sand Dale, Raincliffe and Forge Valley. | River Derwent, Skipwith Common, Lower Derwent Valley, Ellers Wood and Sand Dale, North York Moors. | Lower Derwent Valley, North York Moors. | Lower Derwent Valley |

## Zuflüsse (Auswahl)
- River Hertford (linksseitig), Einzugsgebiet: 83 km2
- River Eye (rechtsseitig), Einzugsgebiet: 854 km2
- Pocklington Canal (linksseitig), künstliche Wasserverbindung nach Pocklington